# Mélanie Thierry
Mélanie Thierry (Saint-Germain-en-Laye, 17 de julho de 1981) é uma atriz francesa.